# (17034) Vasylshev
(17034) Vasylshev (1999 FS9) – planetoida z pasa głównego asteroid okrążająca Słońce w ciągu 4,11 lat w średniej odległości 2,57 j.a. Odkryta 22 marca 1999 roku.